# Fredric Iggeström
Fredric Iggeström, född den 28 juli 1804 i Stockholm, död där den 6 december 1869, var en svensk ämbetsman.
Iggeström promoverades till filosofie magister vid Uppsala universitet 1827. Han blev extra ordinarie kanslist i Krigsexpeditionen 1826, extra ordinarie kanslist i justitiefördelningen av Kunglig Majestäts kansli 1827, auskultant i Svea hovrätt samma år, extra ordinarie notarie där 1828, vice notarie 1829, extra ordinarie fiskal 1831, ordinarie fiskal 1832, tillförordnad vice advokatfiskal 1834, adjungerad ledamot samma år, vice advokatfiskal 1836, assessor 1839, tillförordnad revisionssekreterare 1840, ordinarie revisionssekreterare 1844 och expeditionschef i Justitiestatsexpeditionen 1847. Iggeström var justitieråd från 1852 till sin död. Han blev riddare av Nordstjärneorden 1848, kommendör av samma orden 1860 och kommendör med stora korset 1867.